# Regionalism (lingvistică)
În lingvistică, termenul regionalism sau provincialism denumește un fapt de limbă caracteristic unei sau unor anumite varietăți regionale a(le) unei limbi (dialect, grai), deci limitat la o anumită regiune. Regionalismul se identifică prin diferența pe care o prezintă față de ceea ce prevăd normele limbii standard.

## Tipuri de regionalisme
Există regionalisme în toate aspectele limbii, deși nu în proporții egale. Cele mai frecvente sunt de natură lexicală și fonetică, dar există și regionalisme frazeologice, precum și gramaticale (morfologice și sintactice).

### Regionalisme lexicale
Cuvintele regionale sunt de mai multe feluri. Cele propriu-zise sunt alte cuvinte decât corespunzătoarele lor din limba standard, sau care nici nu au corespondent în aceasta. Exemple în câteva limbi: ro  curechi (în graiul moldovenesc) „varză”, fr  chigner (în Antile) vs. pleurnicher „a se smiorcăi”, hu  pityóka (în Transilvania) vs. burgonya „cartof”.
Alte cuvinte regionale există și în limba standard, dar cu sens diferit: ro  ginere (în graiul muntenesc) „mire”, fr  jardin în Antile „câmp, ogor”, în standard „grădină”, hu  bogár în Transdanubia „muscă”, în standard „gâză”.
În fine, alte cuvinte diferă de corespondentele lor din standard numai prin formă, fără a fi vorba de variante fonetice sau morfologice, de exemplu hu  buha vs. bolha „purice”.
Regionalismele lexicale se află cu deosebire în atenția lexicografilor care elaborează dicționare de regionalisme (vezi mai jos secțiunea Bibliografie suplimentară).

### Regionalisme frazeologice
În varietățile regionale se găsesc și unități frazeologice care nu se folosesc în limba comună, de exemplu ro  a umbla lela (în Moldova) „a umbla fără rost”, fr  farine de pluie (literal „făină de ploaie”, în Réunion) vs. pluie fine et intermittante „ploaie fină și intermitentă”.

### Regionalisme fonetice
Acestea sunt particularități care constau, față de fonemele din standard, în variante fonologice sau fonetice care apar sistematic cel puțin în anumite contexte fonetice. Astfel este, de exemplu, în română, pronunțarea apropiată de frace, în graiul bănățean, a cuvântului „frate”. Un exemplu din franceză este pronunțarea [w] în Antile, în loc de [ʁ] din standard înaintea vocalelor posterioare: parole [pawɔl] vs. [paʁɔl] „vorbire, cuvânt”. Referitor la limba maghiară este, de exemplu, caracteristică pentru Transdanubia pronunțarea scurtă ([u], [y] și [i]) a vocalelor ú, ű și í, care în standard sunt lungi: kut vs. kút „fântână”, tüz vs. tűz „foc”, viz vs. víz „apă”.

### Regionalisme gramaticale
Structura gramaticală a varietăților regionale diferă de cea standard în primul rând prin unele trăsături morfologice, precum în ro  lipsa sufixului la conjugarea I, indicativ prezent: (eu) lucru (în Crișana) „lucrez”. În fr  se întâlnește, bunăoară, în varietatea din Réunion, folosirea verbului auxiliar avoir „a avea” în locul lui être „a fi”, în cazul unor verbe: j’ai descendu vs. je suis descendu „am coborât”. În hu , una din particularitățile morfologice ale dialectelor secuiești este folosirea la condițional prezent a altor terminații decât în standard: tudnók vs. tudnánk „am ști”.
Cele mai puțin frecvente sunt regionalismele sintactice. În ro  se poate aminti construcția restrictivă cu decât folosită în graiul muntenesc fără cuvântul negativ nu: am decât două mere „n-am decât două mere”. În fr  din Réunion se practică, de pildă, folosirea cuvântului negativ pas împreună cu alt cuvânt negativ secundar, ceea ce nu este acceptat de standardul limbii franceze: j’ai pas vu personne vs. je n’ai vu personne „n-am văzut pe nimeni”. În hu  standard, verbul kell „a trebui” se construiește cu infinitivul altui verb (ex. el kell mennem „trebuie să plec”), dar în Transilvania se folosește o construcție cu imperativ-conjunctivul, el kell menjek, sub influența românei.

## Regionalismele și alte varietăți de limbă decât cele regionale
Limba este în continuă evoluție și aceasta se manifestă și prin trecerea unor fapte de limbă dintr-o varietate a ei în alta. Aceasta privește și regionalismele, care îmbogățesc varietățile neregionale.

### Regionalismele și limba comună
Regionalismele trec cel mai ușor în limba comună (înțeleasă ca aspect actual al limbii, bazat pe o cât mai mare uniformitate cerută de practica comunicării, însușit de întreaga colectivitate, indiferent de apartenența dialectală a vorbitorilor). Un aspect al acestui fenomen este cel al regionalismelor care se păstrează în limba comună vorbită în regiunea respectivă. Este vorba mai ales de regionalisme fonetice și eventual de alte tipuri de regionalisme care nu afectează în ansamblu caracterul comun al limbii. În acest sens, unii lingviști vorbesc despre limbi comune regionale.
Alt aspect este trecerea unor regionalisme în limba comună a tuturor vorbitorilor acelei limbi. Cazul cel mai frecvent este cel al împrumuturilor lexicale între limbi învecinate, care trec mai întâi într-un dialect sau în dialecte ale limbii primitoare, apoi în varietatea comună a acesteia. Astfel sunt cuvintele și sufixele lexicale românești de origine maghiară, precum belșug, a cheltui, a făgădui, gazdă, -șag (ex. în furtișag), -eș (ex. în trupeș), de origine săsească (a căptuși, roabă) sau șvăbească (chiflă, șnur). Este și cazul cuvintelor maghiare împrumutate din română: áfonya < „afină”, ficsúr (cu sensul de „tânăr spilcuit”) < „fecior”, furulya < „fluier” (instrumentul muzical), málé „(prăjitură de) mălai; nătăfleț” < „mălai”, mokány (cu sensul „înfipt, încăpățânat”) < „mocan”, pakura < „păcură”, palacsinta (cu sensul de „clătită”) < „plăcintă”, tokány < „tocană”. Construcția de tipul el kell menjek „trebuie să plec”, tot din română, mai întâi transilvanism în maghiară, a fost mult timp considerată incorectă de cei ce se ocupau de cultivarea limbii, dar în prezent este acceptată.

### Regionalismele și limba literară
Altă varietate a limbii aflată în raport cu regionalismele este limba literară, în sensul de limbă a literaturii artistice. Pe de o parte, ele au avut un rol important în formarea limbii literare. Înainte de a se putea vorbi de limbi literare unitare, s-au format varietăți literare ale unor dialecte. Astfel, în limba română au coexistat în secolul al XVIII-lea patru dialecte literare, dintre care s-a impus cel muntenesc, cu aporturi și din celelalte, moldovenesc, ardelenesc și bănățean, iar limba literară unică astfel formată a continuat să se îmbogățească cu elemente devenite regionalisme.
Este analog cazul limbii literare franceze. După ce au existat literaturi în mai multe idiomuri oïl, precum cel picard sau cel valon, până la urmă dintre ele a rămas vivace literatura în idiomul numit françois, vorbit la Paris și în regiunea acestuia, care, cu aporturi din celelalte, a devenit până la urmă limba franceză cu varietatea ei literară. Limba literară maghiară s-a format pornind de la cea scrisă în dialectele din est, dar aporturile din alte dialecte au îmbogățit-o continuu încă din perioada ei de formare. În timpul mișcării numite de „înnoire a limbii” (aproximativ 1790–1820), îmbogățirea ei cu cuvinte regionale s-a făcut în mod conștient de către cărturarii participanți la ea.
Și cu mult după formarea limbii literare a continuat pătrunderea de regionalisme cu funcție stilistică în limba literaturii artistice, fenomen inclusiv actual atunci când scriitorii doresc să dea culoare locală operelor a căror acțiune se petrece în mediul rural dintr-o anumită regiune. Sunt notorii moldovenismele din opera lui Ion Creangă sau transilvanismele scriitorilor maghiari din România, precum Sütő András. În literatura franceză sunt caracteristice regionalismele unor scriitori mai ales din afara Franței europene, precum Antonine Maillet din Canada sau Simone Schwartz-Bart din Guadelupa.

### Regionalismele și limba standard
Ceea ce este valabil pentru regionalisme în limba comună unitară date mai sus, este valabil și pentru limba literară, dar și pentru limba standard, care inițial se confunda cu limba literară.
Alt aspect al fenomenului este cel din limbile care au mai mult de o varietate standard. Este vorba de limbile care sunt oficiale în mai multe țări, cum este franceza. Aceasta este o limbă unitară în esență, dar în unele țări există în standard elemente care sunt regionalisme din punctul de vedere al standardului din Franța. De exemplu, în Belgia și în Elveția, lui soixante-dix „șaizeci” din Franța îi corespunde septante. În Québec, standardul admite mult mai puține împrumuturi din engleză decât cel din Franța. De exemplu, în Franța se folosește cuvântul parking „parcare”, căruia în Québec îi corespunde parc de stationnement sau stationnement, iar în Belgia și Elveția se recomandă aire de parcage. Astfel sunt și denumirile unor instituții. De exemplu, „liceului” din România îi corespund lycée în Franța, athénée în Belgia, gymnase în Elveția și cégep în Québec.